# Popis hrvatskih veleposlanika u Kamerunu
Republika Hrvatska i Republika Kamerun održavaju diplomatske odnose od 18. listopada 2002. Sjedište veleposlanstva je u Rabatu.

## Veleposlanici
Hrvatska nema rezidentno veleposlanstvo u Kamerunu. Veleposlanstvo Republike Hrvatske u Kraljevini Maroku pokriva Republiku Tunis, Republiku Senegal, Burkinu Faso, Gabonsku Republiku, Republiku Kamerun, Islamsku Republiku Mauritaniju, Republiku Cote d'Ivoire.
| Veleposlanik          | Postavljenje        | Opoziv             | Sjedište |
| --------------------- | ------------------- | ------------------ | -------- |
| Dubravko Žirovčić     | 12. ožujka 2004.    | 30. lipnja 2006.   | Rabat    |
| Darko Bekić           | 30. studenoga 2006. | 31. kolovoza 2011. | Rabat    |
| Zvonimir Frka Petešić | 27. ožujka 2014.    | 31. kolovoza 2017. | Rabat    |
| Jasna Mileta          | 8. ožujka 2018.     |                    | Rabat    |

## Vanjske poveznice
- Kamerun na stranici MVEP-a